# Římskokatolická farnost Radostín nad Oslavou
Římskokatolická farnost Radostín nad Oslavou je územním společenstvím římských katolíků v rámci velkomeziříčského děkanátu brněnské diecéze.

## Historie
Farnost je prvně připomínána v roce 1381. Původní kostel se nezachoval, dnešní byl vystavěn zcela nově v letech 1769–1771.

## Duchovní správci
- 1595 doložen Martin Matheida
- 1616–1640 Jakub Drašovský
- 1665–1674 P. Jiří Karel Ruffin
- 1674–1698 P. Blažej Popelka
- 1699–1737 P. Mikuláš Jeřábek
- 1737–1738 P. Jindřich Alois Kraus
- 1738–1739 P. Jiří Antonín Lorný
- 1739 P. Antonín František Burian
- 1739–1742 P. Jan Nepomuk Buchta
- 1742–1751 P. Václav Malíček
- 1751–1756 P. Ignác Čakrt
- 1756–1763 P. Martin Prachař
- 1763–1772 P. Bartoloměj Antonín Skolný
- 1772–1783 P. Pavel Lambort
- 1783–1806 P. Jiří Kunst
- 1806–1818 P. Jan Němec
- 1818–1822 P. ThDr. Václav Talský
- 1824–1827 P. Josef Link
- 1827–1835 P. Antonín Sláma
- 1836–1857 P. Jan Raška
- 1857–1859 P. Karel Orel
- 1859–1863 P. Antonín Stehlík
- 1863–1883 P. Peregrin Weiss, děkan velkomeziříčský a arcikněz jihlavský
- 1883–1887 P. Ludvík Mosser
- 1889–1896 P. Josef Načeradský
- 1896–1917 P. Jan Novotný
- 1917–1937 P. Jakub Vokoun
- 1937–1974 P. Josef Melichar
- 1974–1992 P. Jan Kubát
- 1992–2008 Mons. Bohuslav Brabec
- od r. 2008 P. Ing. Pavel Habrovec[1]

## Bohoslužby ve farnosti
| Kostel              | Místo                | Bohoslužba (den)                                 | Hodina                                 | Poznámka     |
| ------------------- | -------------------- | ------------------------------------------------ | -------------------------------------- | ------------ |
| svatého Bartoloměje | Radostín nad Oslavou | neděle pondělí úterý středa čtvrtek pátek sobota | 7.45, 11.00 7.15 17.30 7.15 17.30 7.15 | farní kostel |
| Jména Panny Marie   | Krásněves            |                                                  |                                        | kaple        |

## Aktivity ve farnosti
Na 5. října připadá Den vzájemných modliteb farností za bohoslovce a bohoslovců za farnosti brněnské diecéze. Adorační den se koná nejbližší neděli po 10. dubnu.
V listopadu 2014 se ve farnosti konaly lidové misie..
Ve farnosti se pravidelně koná farní ples.